# Кошенята
«Кошенята» («Les Petits Chats») — французька кінокомедія 1960 року, знята режисером Жаком Р. Віллою.

## Сюжет
15-річна Мішель живе на тихому острові на каналі в передмісті Парижа. Місцеві дівчата приходять до неї у таємну схованку, яку вони самі для себе створили. Коли Мішель залишає острів, бо її сім'я переїжджає, вона розповідає про існування схованки вчительці дівчат. Вторгнення вчительки до їхньої схованки викликає у них гнів до Мішель, за винятком маленької Софі, яка демонструє їй свою дружбу. Решта підозрюють Софі у тому, що вона зрадниця, яка викрила їхню схованку, і, щоб помститися, вигадують смертельну пастку. Несподіване повернення Мішель заважає їм вчинити непоправне.

## У ролях
- Сільвіан Марголле: Софі
- Мейті Андрес: Мішель
- Жинетт Піжон: мадемуазель Мейре, вчителька
- Рене Баррель: директор школи
- П'єр Дюдан: птахівник
- Женев'єв Галеа: роль другого плану
- Паскаль Брессі: роль другого плану
- Жоселін Брессі: роль другого плану
- Мішель Верес: роль другого плану
- Франс Буклер: роль другого плану
- Катрін Денев: роль другого плану
- Андре Прадель: роль другого плану
- Сільві Дорлеак: Сільві
- Женев'єв Казіле: роль другого плану
- Марі-Клод Местраль: роль другого плану
- Анрі Нассьє: роль другого плану
- Веронік Пруд'омм: роль другого плану
- Евелін Шампіон: роль другого плану
- Жоель Піко: роль другого плану
- Крістін Жорж: роль другого плану

## Знімальна група
- Режисер: Жак Р. Вілла
- Сценарій: Жак Р. Вілла
- Композитор: Едгар Бішофф
- Оператор: Арман Тірар
- Монтаж: Рене Ле Енафф
- Художник: Алексіс де Жер
- Продюсери: Поль Темпс, Пітер Озер